# Varentstraat
De Varentstraat of Varent is een straat in het zuiden van de Belgische provincie West-Vlaanderen. In Kaster, een deelgemeente van de Belgische gemeente Anzegem, draagt ze de naam Varentstraat; in Kerkhove, een deelgemeente van Avelgem, de naam Varent. Het is een kasseiweg tussen het centrum van Kaster in het noordwesten en de Oudenaardsesteenweg in Kerkhove in het zuiden. De straat is zo'n 2 km lang.

## Geschiedenis
De straat was een deel van de Romeinse heerweg tussen Bavai en Oudenburg. Op de Ferrariskaart is het tracé te zien als de weg tussen het centrum van Kaster en het voormalig dorpscentrum van Kerkhove. Langs de weg werd het gehucht Varent weergegeven. Het noordelijk deel van de weg was een dreef naar het hof ter Zele. Eind 19de eeuw werd de straat met kasseien verhard.
In 1995 werd de kasseiweg samen met verschillende andere kasseiwegen beschermd als monument.

## Wielrennen
In het wielrennen werd de Varentstraat/Varent meermaals opgenomen in het parcours van Vlaamse voorjaarsklassiekers, zoals in de Ronde van Vlaanderen, de E3-Prijs, Kuurne-Brussel-Kuurne en de Driedaagse van West-Vlaanderen. De weg verkeerde in de edities waarin ze werd opgenomen in de Ronde van Vlaanderen in slechte staat. In 2008 en begin 2009 is ze heraangelegd.